# Драгомир Петронијевић
Драгомир Петронијевић (Београд, 13.фебруар 1983. године), дипломирани економиста, политичар, члан Градског већа у граду Београду.

## Биографија
Основно образовање и Једанаесту гимназију завршио је у родном граду. Звање дипломираног менаџера стекао је на Вишој београдској пословној школи, а на Универзитету за пословне студије „Бања Лука” стекао је звање дипломираног економисте.
Најпре је почео да ради као менаџер у „Пројектном бироу” (од 2006. до 2009. год), затим постаје координатор у Канцеларији за младе градске општине Вождовац
(од 2009. до 2014. год). Након успешног вођења Канцеларије за младе градске општине Вождовац, постаје шеф Канцеларије за младе Градске управе града Београда.
Именован је 24. априла 2014. године за члана Градског већа града Београда.
Члан је Главног и Извршног одбора Српске напредне странке.